# 鳥居晴美
鳥居晴美（とりい はるみ、1955年12月12日 - ）は、日本の女性起業家。特定非営利活動法人子供地球基金代表。および株式会社イスト代表取締役。東京都出身。白百合女子大学仏文科卒業。

## 概要
1985年、自身の息子を入れたいと思えるような幼稚園がなかったことを機に、表現教育に特化した「ユニダインターナショナル」を開校。
"Kids Helping Kids（子どもたちが子どもたちを救う）"活動として1988年に「子供地球基金」を設立。子供地球基金では子どもたちが絵を描くワークショップを通じて、被害地や被災地の子どもの心のケアに取り組む他、子どもたちの絵が企業の様々な商品デザインとなり、展覧会の開催も行い、戦争や災害、病気や貧困で支援を必要としている子どもたちを支援している。ワークショップは2020年までで47か国で開催。3000回以上に及ぶ。
フェアトレードアパレルブランドFENTONでは、カンボジア人デザイナー ロミダ・ケスをパートナーとして、現地女性たちが縫製を手がけることでカンボジア女性の雇用機会創出に貢献。作品は恵比寿のIn-house-boutiqueにて紹介することで、子どもたちの支援を行ってきた。
2005年日本文化デザイン賞受賞、2009年には公益財団法人 社会貢献支援財団より社会貢献者として表彰され、2000年に日経ウーマン・オブ・ザ・イヤー キャリア企業課部門第４位となり、2016年5月にはWoman Innovation of the year 2016社会貢献部門受賞、2018年3月にはリヤドロ ウィメンズアワード2018を受賞。また「子供地球基金」は2018年にノーベル平和賞の候補に挙げられた。

## 来歴
以下、特に記述なき場合の参照はこちら。
- 1985年 ユニダインターナショナルスクール開校
- 1986年 ブリンキービルズチルドレンセンターをオーストラリアにて経営開始
- 1987年 株式会社イスト経営開始
- 1988年 特定非営利活動法人 子供地球基金 設立
- 1990年 Kids Earth Gallery 設立
- 1996年 Kids Earth Homeをクロアチアに設立・子供地球基金ニューヨーク財団設立
- 1998年 ユニダインターナショナル広尾校開校・第2号Kids Earth Homeをベトナムに設立
- 1998年 ユニダインターナショナル広尾校開校
- 1999年 第3号Kids Earth Homeをタイに設立
- 2000年 日経ウーマン・オブ・ザ・イヤー キャリア企業課部門第４位
- 2001年 特定非営利活動法人として子供地球基金が認証される
- 2002年 第４号・5号Kids Earth Homeをベトナムに、第6号・7号をカンボジアに設立
- 2004年 第８号 Kids Earth Homeを東京・恵比寿に設立
- 2005年 FENTON開始
- 2005年 日本文化デザイン賞受賞
- 2006年 ユニダインターナショナルスクールを閉校するも、その後実績が日本経済ミュージアムにて展示
- 2007年 第9号Kids Earth Homeを1号移設により新設
- 2009年 第10号 Kids Earth Homeをカンボジア・プノンペンに設立
- 2009年 第11号 Kids Earth Homeをクロアチアに設立
- 2011年 東日本大震災を受け宮城県亘理町に第12号 Kids Earth Home設立
- 2012年 FRIDAH開始 フィレンツェにある教会のフランチェスコ修道僧たちが、戦争孤児たちの就業支援の一環として創設した、皮革製品製造技術の学校「サンタクローチェ革の学校」より鞄の輸入・販売事業である。

- 2016年 Woman Innovation of the year 2016社会貢献部門受賞
- 2018年 リヤドロウィメンズアワード2018 受賞
- 2018年 子供地球基金がノーベル平和賞にノミネート

## 受賞歴
- 2005年 日本文化デザイン賞受賞
- 2009年 社会貢献者表彰 社会貢献の功績
- 2000年 日経ウーマン・オブ・ザ・イヤー キャリア企業課部門第４位
- 2016年 Woman Innovation of the year 2016社会貢献部門受賞[6]
- 2018年 リヤドロウィメンズアワード2018 受賞
- 2018年 子供地球基金がノーベル平和賞にノミネート

## 関連書籍
- 「ハンサムウーマン鳥居晴美」著者 小峯三枝子 1988年
- 「最初の選択-幼稚園からはじめよう-」著者 鳥居晴美 1998年
- 「Kids' Voice」2008年 企画監修 子供地球基金
- 「eye」2015年 企画編集 株式会社アマナ